# 케르만샤주

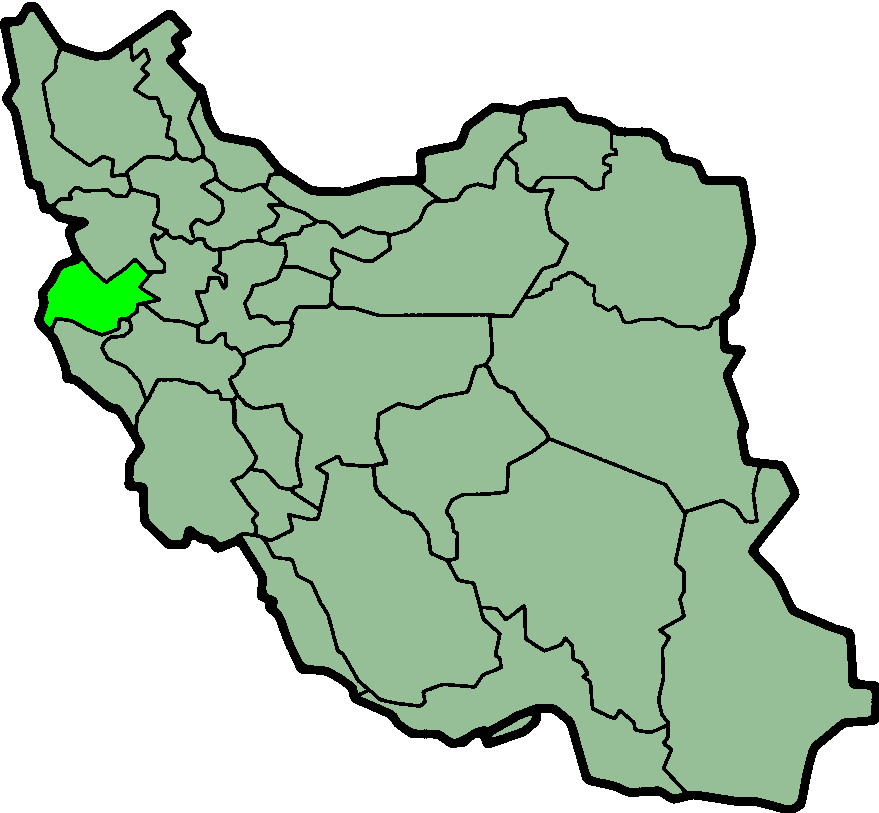
케르만샤주

케르만샤주(페르시아어: استان کرمانشاه)는 이란을 구성하는 30개 주 가운데 하나로, 이란 서부에 위치하고 있으며 이라크와 국경을 맞대고 있다. 주도는 케르만샤이며 면적은 24,998km2, 인구는 1,879,385명(2006년 기준)이다.
케르만샤주의 도시로 달라호, 길라네가르브, 하르신, 이슬라마바데가르브, 자반루드, 칸가바르, 케르만샤, 파베흐, 카르세시린, 라반사르, 사네흐, 사르폴레자하브, 솔라세바바자니, 손코르가 있다. 케르만샤주는 과거 바흐타란주라는 이름으로 알려져 있었으며 1996년 현재의 명칭으로 변경했다.

## 인구
| 연도        | 인구      | ±%    |
| ----------- | --------- | ----- |
| 1996        | 1,778,596 | —     |
| 2006        | 1,879,385 | +5.7% |
| 2011        | 1,945,227 | +3.5% |
| 2016        | 1,952,434 | +0.4% |
| amar.org.ir |           |       |

## 같이 보기
- 이란-이라크 전쟁